# Igreja Evangélica Reformada da Colômbia
A Igreja Evangélica Reformada da Colômbia (IERC) (em espanhol Iglesia Evangélica Reformada de Colombia), é uma denominação protestante reformada, fundada na Colômbia em 1987, por missionários da Igreja Presbiteriana da Coreia (TongHap) e igrejas dissidentes da Igreja Presbiteriana na Colômbia (Sínodo Reformado).

## História
Em 1987, o Rev. Kim Wui-Dong, missionário da Igreja Presbiteriana da Coreia (TongHap), chegou à Colômbia e fundou, em Bogotá o Seminário Teológico Presbiteriano da Colômbia.
A princípio, o missionário auxiliou a Igreja Presbiteriana na Colômbia (Sínodo Reformado) (IPCSR). Todavia, surgiram divergências que levaram ao fim da cooperação. Algumas igrejas da IPCSR apoiaram o missionário e se desligaram da denominação. Juntas, as igrejas fundaram uma nova denominação chamada Igreja Evangélica Reformada da Colômbia.
Posteriormente, o missionário Seok-Hoon Koh também foi enviado pela Igreja Presbiteriana da Coreia (TongHap) para auxiliar no trabalho missionário do país.

## Relações intereclesiásticas
A denominação é membro da Fraternidade Latino-Americana de Igrejas Reformadas.